# Maestri comacini

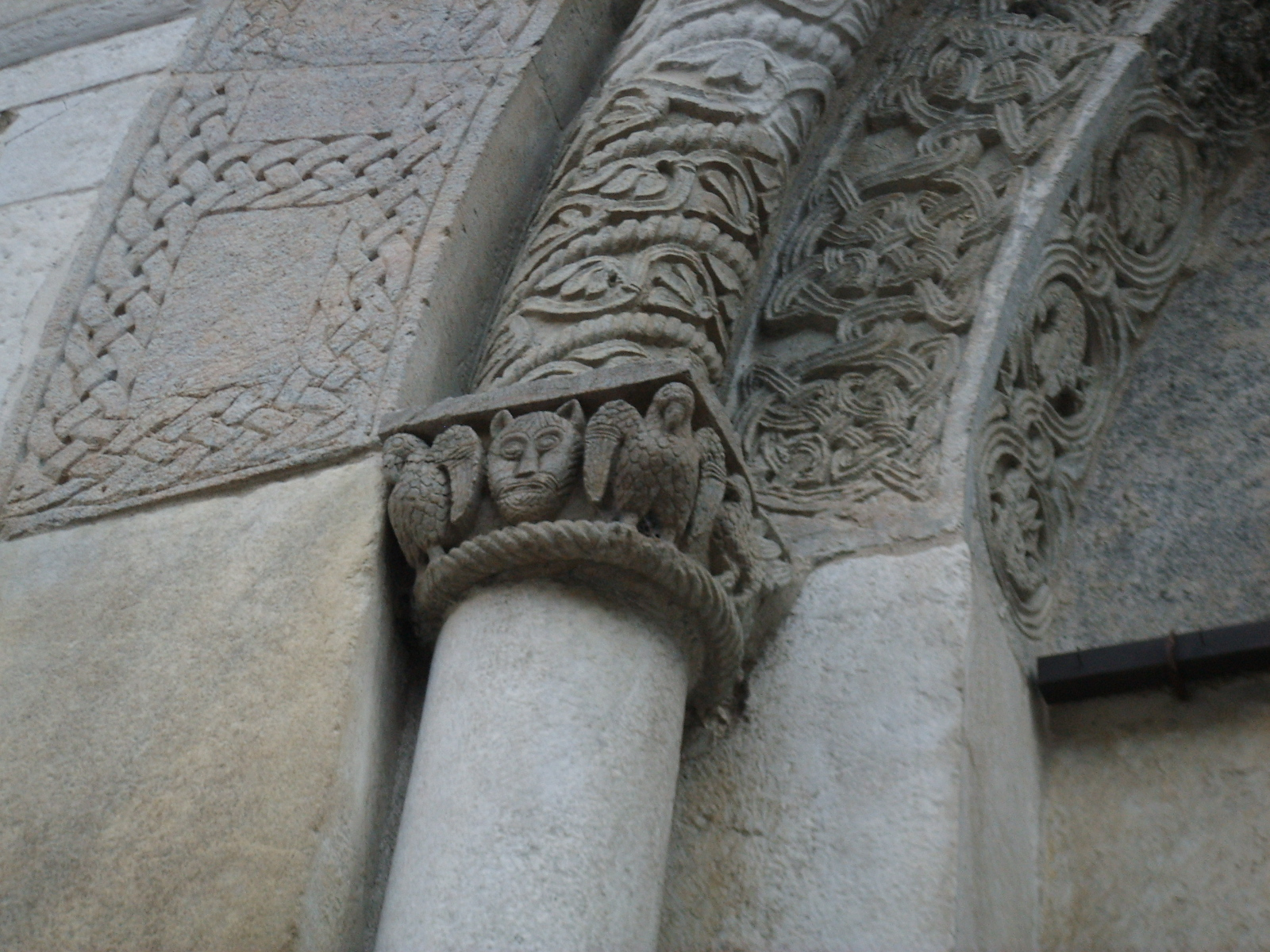
Dettaglio scultoreo della basilica di Sant'Abbondio (Como)

I Maestri comacini (Magistri cumacini, commacini o comaceni in latino) erano dei costruttori, muratori, stuccatori e artisti, raggruppati in una corporazione di imprese edili itineranti composte da professionisti specializzati, attive fin dal VII-VIII secolo nella zona tra il Comasco, il Canton Ticino e in generale la Lombardia, contribuendo allo sviluppo dello stile romanico.

## Etimologia

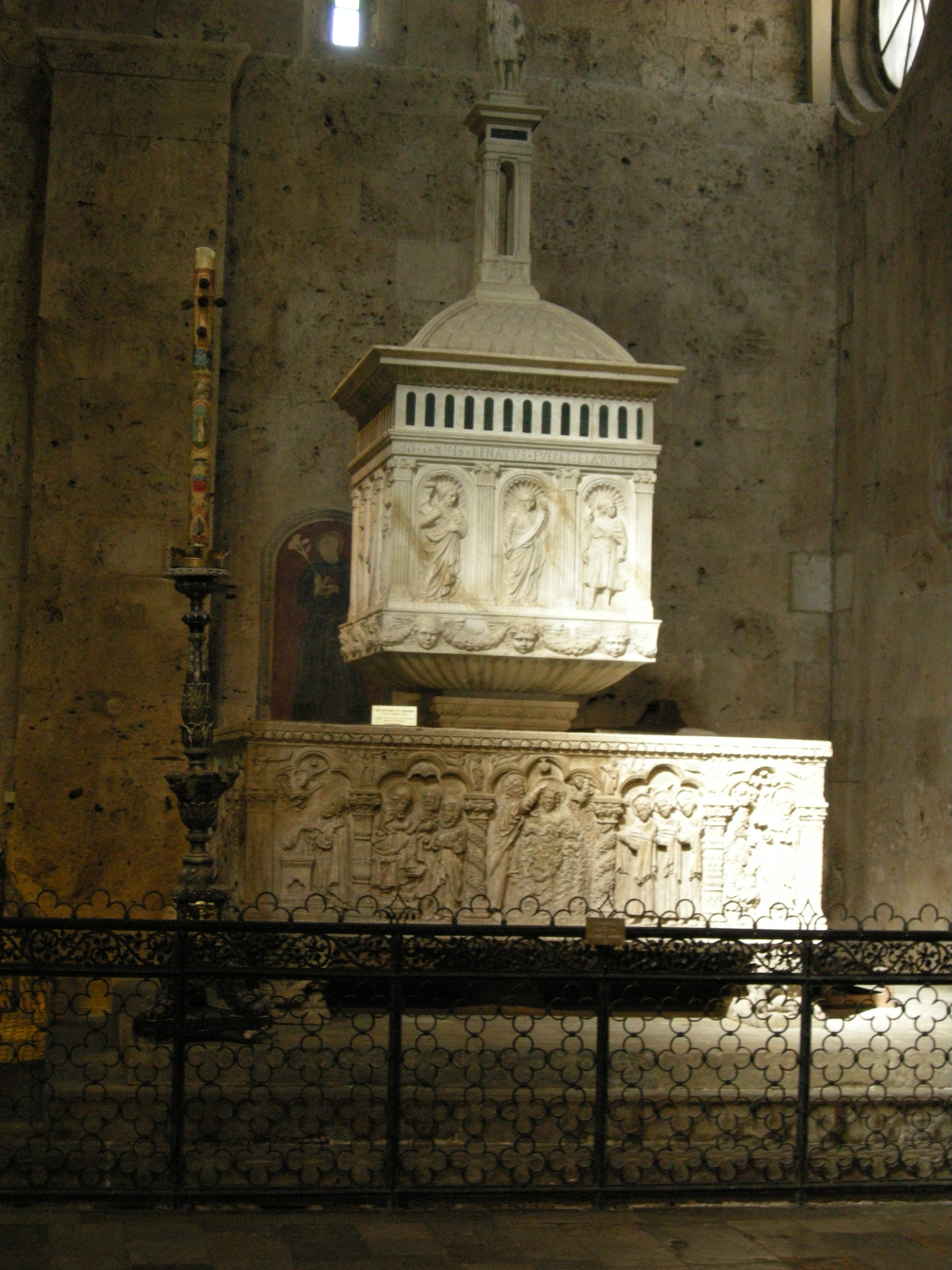
Duomo di Massa Marittima, vasca battesimale di Giroldo da Como (1267)

L'etimologia è incerta: probabilmente il nome di comacini deriva da Como, terra d'origine di questi maestri. Tuttavia già all'inizio del XX secolo Ugo Monneret de Villard ha contestato questa etimologia sostenendo che l'aggettivo che deriva da Como è comasco o comense e preferendo l'origine da cum machinis o cum macinis riferendosi alle impalcature e argani che questi artigiani utilizzavano nella costruzione delle loro opere.
Altri lo fanno derivare da una radice germanica mak-, dal significato generico di "costruire", analogamente al francese maçon; solo successivamente venne collegato alla regione di Como per paretimologia con comàcino.
Il dibattito è tuttora aperto: alcuni autori preferiscono l'etimologia geografica mentre altri stanno rivalutando la teoria di Ugo Monneret de Villard.

## Storia
Il primo documento che cita dei Magister Commacinus è l'Editto di Rotari del 643, negli articoli 144 e 145. Successivamente viene redatto un Memoratorium de mercedibus commacinorum, un tariffario tecnico che stabilisce i prezzi delle opere prestate, probabilmente in epoca liutprandea, o forse sotto il regno di Grimoaldo. Queste maestranze altamente specializzate in campo artistico dunque compaiono già in età longobarda.
Gli anonimi appartenenti alla corporazione erano anche decoratori e scultori, e furono tra i primi maestri del romanico lombardo. Questi scultori si spostavano molto e la loro opera è documentata sin agli inizi del IX secolo su tutte le Prealpi, nella Pianura Padana, nel Canton Ticino, nel Lazio, nelle Marche e in Umbria. Alcuni di loro si spinsero a lavorare fino in Germania, Danimarca e Svezia.
Tra le migliori opere di questa scuola ci sono la decorazione esterna della basilica di Sant'Abbondio a Como, oppure il coro della basilica di San Fedele, sempre a Como, con figure zoomorfe, mostri, grifoni, ecc. In queste rappresentazioni, le figure umane sono rare e caratterizzate da un aspetto tozzo e poco realistico. Maggiore è la loro maestria nel raffigurare figure animali e complessi intrecci vegetali: ciò è forse dovuto al fatto che questi manovali poterono contare su modelli di stoffe e altri oggetti orientali. Il rilievo è piatto e stilizzato, e ampio è il ricorso al trapano per creare un netto distacco con lo sfondo, di profondità fissa, e per dare effetti di chiaroscuro.